# The Barkleys of Broadway

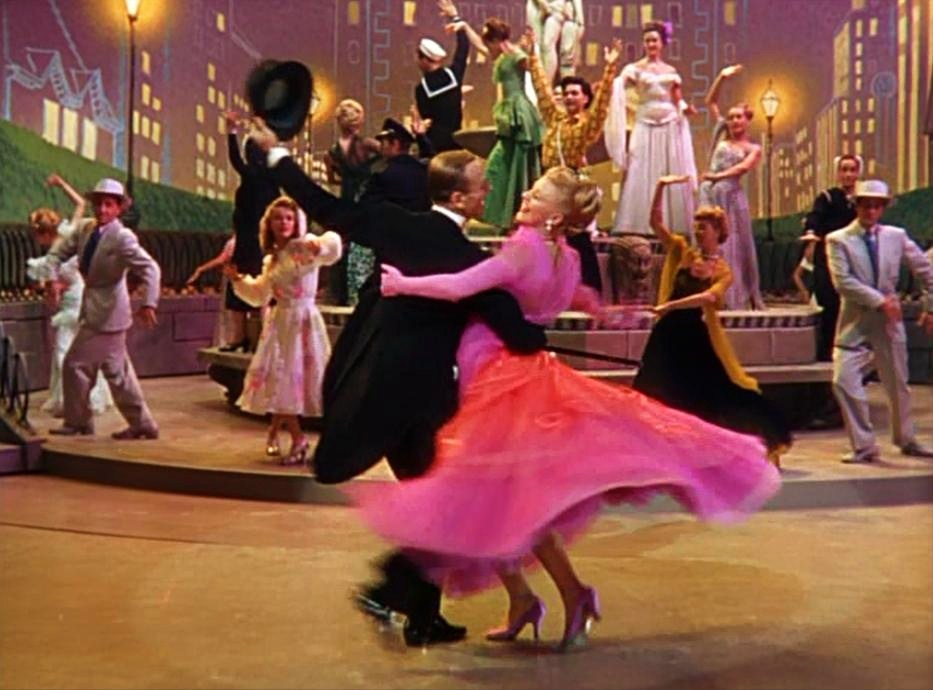
Fred Astaire e Ginger Rogers em cena do trailer do filme.

The Barkleys of Broadway (Brasil: Ciúme, Sinal de Amor / Portugal: O Bailado do Ciúme) é um filme norte-americano de 1949, do gênero comédia musical, dirigido por Charles Walters e estrelado por Fred Astaire e Ginger Rogers.